# Poni (Sängerin)
Poni ist eine albanische Sängerin aus Vlora. Sie singt im toskischen Dialekt und ist vor allem bei den Südalbanern sehr populär. Sie singt im Pop- und Folk-Stil. Ihren Durchbruch erlangte sie mit dem Lied Si Trëndafil beim Top Fest 4 im Jahre 2007 in Tirana.

## Musikalische Karriere
Poni veröffentlichte schon vor dem Top Fest 4 zwei Alben, die aber nur regional in Vlora Berühmtheit erlangten. Als sie mit Si Trëndafil den zweiten Platz im Festival erlangte, verhalf ihr dies zum Durchbruch. So veröffentlichte sie ihr drittes Album Shpirtin Kam Tek Ju im Jahre 2008. So wurden Labëri Moj Labëri und Hopa Hopa, die Teile ihres Albums sind, große Pop-Folk-Sommerhits in Albanien und in der albanischen Diaspora in Italien und Griechenland.
Nach diesen Erfolgen veröffentlichte sie ihr viertes Album Fjala Ime Është Kënga im Herbst 2010.

## Privates
Poni ist verheiratet und hat einen Sohn.

## Diskografie

### Alben
- 2005: As Po As Jo
- 2006: Dashuria Labe
- 2008: Shpirtin Kam Tek Ju
- 2010: Fjala Ime Është Kënga
- 2013: Xhan Xhan!
- 2015: Bio
- 2019: Identitet

### Singles
- 2006: Dil Moj Dil
- 2007: Si Trëndafil
- 2008: Hopa Hopa
- 2008: Dashuria Labe
- 2008: Labëri Moj Labëri
- 2010: Fjala Ime Është Kënga
- 2010: Vjosa Lumi Im I Këngës
- 2013: Xhan Xhan
- 2013: Beja Fora
- 2013: Dale Dale
- 2013: Ne Amerike Ne Australi
- 2013: C'jane Ato Lastare
- 2013: Cokollata
- 2013: Hop Hop
- 2013: Une Jam Nga Laberia
- 2015: Bio
- 2015: Amerikano
- 2015: Kolazh Dasme 2015
- 2015: Me dhe Emrin Nene
- 2015: Ishim ne
- 2015: Diamanti Vlores
- 2015: Fol Shqip
- 2015: Eja me merr!
- 2015: Te Ndare
- 2015: Jemi Nje
- 2015: Si trendafil
- 2019: Zemra Bam
- 2019: Nuse Miresevjen
- 2019: Vallezo me mua
- 2019: Kolazh 1 2019
- 2019: Ja e Marr nga Vlora
- 2019: Njesoj
- 2019: Kolazh 2 2019

## Auszeichnungen
Top Fest Awards 4 mit dem Song Si Trëndafil
- Erster Platz in der Rubrik Internet Award
- Zweiter Platz im gesamten Festival
- Zweiter Platz in der Rubrik Best Female